# 蟠龙镇 (乐至县)
蟠龙镇，是中华人民共和国四川省资阳市乐至县下辖的一个乡镇级行政单位。

## 行政区划
蟠龙镇下辖以下地区：
蟠龙社区、黑堰塘村、湾塘河村、星子沟村、晏家沟村、大明寺村、清泉村、香房村、锣声沟村、石匣寺村、秦蔡沟村、高山寨村、庙宇庵村、三朝门村和落成桥村。